# Cairo (Illinois)
Cairo város az USA Illinois államában. Alexander megyében, melynek megyeszékhelye is. Lakosainak száma 1733 fő (2020. április 1.).

## Népesség
A település népességének változása:
| Lakosok száma | 3632 | 2831 | 1733 |
|               | 2000 | 2010 | 2020 |